# Paul Mathesius
Paul Mathesius (Sankt Joachimsthal, atual Jáchymov, 28 de Janeiro de 1548 — Oschatz, 17 de Outubro de 1584) foi teólogo evangélico. Era filho de Johannes Mathesius (1504-1565) e de sua esposa Sybille, foi professor de Teologia (1575) da Universidade de Leipzig. Foi aluno de Georg Major (1502-1574) na Universidade de Wittenberg, tendo-se matriculado em 8 de maio de 1561. Patrocinado por Christoph Pezel (1539-1604) conseguiu seu grau acadêmico como Mestre em Filosofia em 26 de agosto de 1574.
Em 28 de outubro de 1577 foi nomeado por Polykarp Leyser, o Velho (1552-1610) para o Consistório de Meißner. Nas disputas criptocalvinistas de sua época, ele era considerado um gnésio-luterano. Aos 36 anos de idade, teve peste e morreu, sendo seu corpo enterrado na igreja da sua cidade.
Foi casado com Margaretha, filha de Georg Lysthenius, capelão e pregador do Eleitor da Saxônia em Weißenfels. Deste casamento eles tiveram três filhos. Mathesius herdou a biblioteca e os manuscritos do seu pai, os quais foram destruidos durante um incêndio no ano de 1616. Sua esposa se casou em segundas núpcias com o diácono Johann Gregorius."

## Obra
- In conivgivm reverendi viri pietate, doctrina et virtvte praestantis D. Magistri Pavli Mathesii, Pastoris Ecclesiae Oschacensis ... Iohannis Mathesii ... filij: Et ... Margaritae, filiae ... Georgii Listenii ... Concionatoris in inclyta aula ... Avgvsti Ducis Saxoniae Electoris ... Gratvlatio scripta - 1578